# Stephen Lipson
Stephen J. Lipson (Reino Unido, 16 de março de 1954) é um produtor musical, engenheiro de áudio, guitarrista e compositor inglês.